# Jean-François Clervoy
Jean-François André Clervoy (Longeville-lès-Metz, 19 de novembro de 1958) é um astronauta francês, veterano de três missões do programa do ônibus espacial.
Formado em engenharia, foi selecionado pela agência espacial francesa para o treinamento de candidato a astronauta em 1985, passando a treinar na Cidade das Estrelas, em Moscou, durante sete anos, até ser integrado ao corpo de astronautas da Agência Espacial Europeia (ESA) em 1992.
Clervoy foi ao espaço pela primeira vez em novembro de 1994, como especialista de missão da STS-66 Atlantis, uma missão de estudos científicos com o Spacelab. Sua segunda viagem espacial foi em maio de 1997, como tripulante da STS-84 Atlantis, a sexta missão de acoplagem entre um ônibus espacial norte-americano e a estação orbital russa Mir, parte do programa conjunto Shuttle-Mir, levado a cabo entre as duas potências nos anos 90. 
A terceira e última missão espacial de Clervoy foi em dezembro de 1999, a STS-103 Discovery, uma missão de manutenção do telescópio espacial Hubble, em que a tripulação passou o Natal em órbita da terra.
Atualmente ele preside a Novespace, uma empresa europeia dedicada a realizar voos em simulação de gravidade zero a bordo de aviões Airbus e trabalha como astronauta-consultor do programa do Veículo de Transferência Automatizado da ESA.